# Synodus
Synodus là một chi cá trong họ Synodontidae.

## Các loài
Có 46 loài được ghi nhận:
- Synodus binotatus L. P. Schultz, 1953
- Synodus bondi Fowler, 1939,[3]
- Synodus capricornis Cressey & J. E. Randall, 1978
- Synodus dermatogenys Fowler, 1912
- Synodus doaki B. C. Russell & Cressey, 1979
- Synodus evermanni D. S. Jordan & Bollman, 1890
- Synodus falcatus Waples & J. E. Randall, 1988
- Synodus fasciapelvicus J. E. Randall, 2009
- Synodus foetens (Linnaeus, 1766)
- Synodus fuscus S. Tanaka (I), 1917
- Synodus gibbsi Cressey, 1981
- Synodus hoshinonis S. Tanaka (I), 1917
- Synodus indicus (F. Day, 1873)
- Synodus intermedius (Spix & Agassiz, 1829)
- Synodus isolatus J. E. Randall, 2009
- Synodus jaculum B. C. Russell & Cressey, 1979
- Synodus janus Waples & J. E. Randall, 1988
- Synodus kaianus (Günther, 1880)
- Synodus lacertinus C. H. Gilbert, 1890
- Synodus lobeli Waples & J. E. Randall, 1988
- Synodus lucioceps (Ayres, 1855)
- Synodus macrocephalus Cressey, 1981
- Synodus macrops S. Tanaka (I), 1917: Cá mối vện to.[4]
- Synodus macrostigmus Frable, Luther & C. C. Baldwin, 2013[3]
- Synodus marchenae Hildebrand, 1946
- Synodus mascarensis Prokofiev, 2008
- Synodus mundyi J. E. Randall, 2009
- Synodus oculeus Cressey, 1981
- Synodus orientalis J. E. Randall & Pyle, 2008
- Synodus poeyi D. S. Jordan, 1887
- Synodus pylei J. E. Randall, 2009
- Synodus randalli Cressey, 1981
- Synodus rubromarmoratus B. C. Russell & Cressey, 1979
- Synodus sageneus Waite, 1905
- Synodus sanguineus J. E. Randall, 2009
- Synodus saurus (Linnaeus, 1758)
- Synodus scituliceps D. S. Jordan & C. H. Gilbert, 1882
- Synodus sechurae Hildebrand, 1946
- Synodus similis McCulloch, 1921
- Synodus synodus (Linnaeus, 1758)
- Synodus taiwanensis J. P. Chen, H. C. Ho & K. T. Shao, 2007
- Synodus tectus Cressey, 1981
- Synodus ulae L. P. Schultz, 1953
- Synodus usitatus Cressey, 1981
- Synodus variegatus (Lacépède, 1803): Cá mối vện[5]
- Synodus vityazi H. C. Ho, Prokofiev & K. T. Shao, 2010